# Estadio Boca do Lobo
El Estadio Boca do Lobo es un estadio de fútbol ubicado en la ciudad de Pelotas, Rio Grande do Sul, Brasil.
Fue inaugurado en 1917 y tiene una capacidad de 15 478 espectadores. El dueño del estadio es el Esporte Clube Pelotas.